# Bruno Lietz

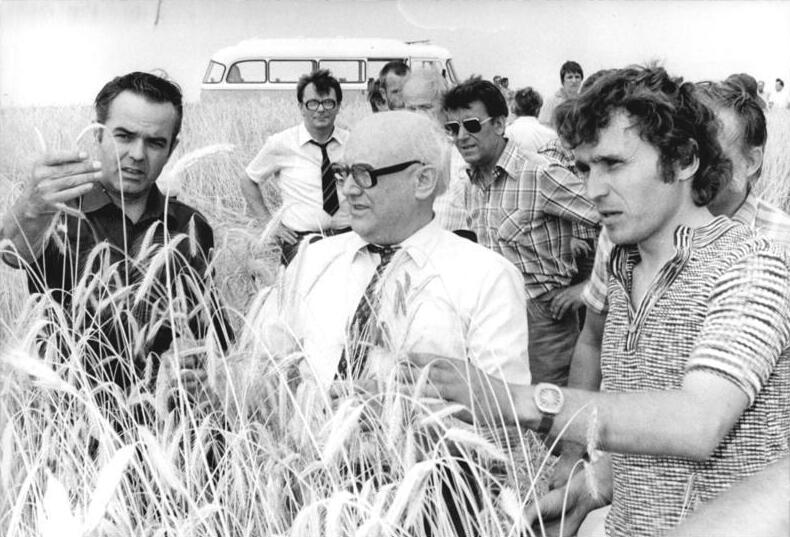
Bruno Lietz (Mitte) besucht die LPG Pflanzenproduktion Dahme im Kreis Luckau am 6. Juli 1983

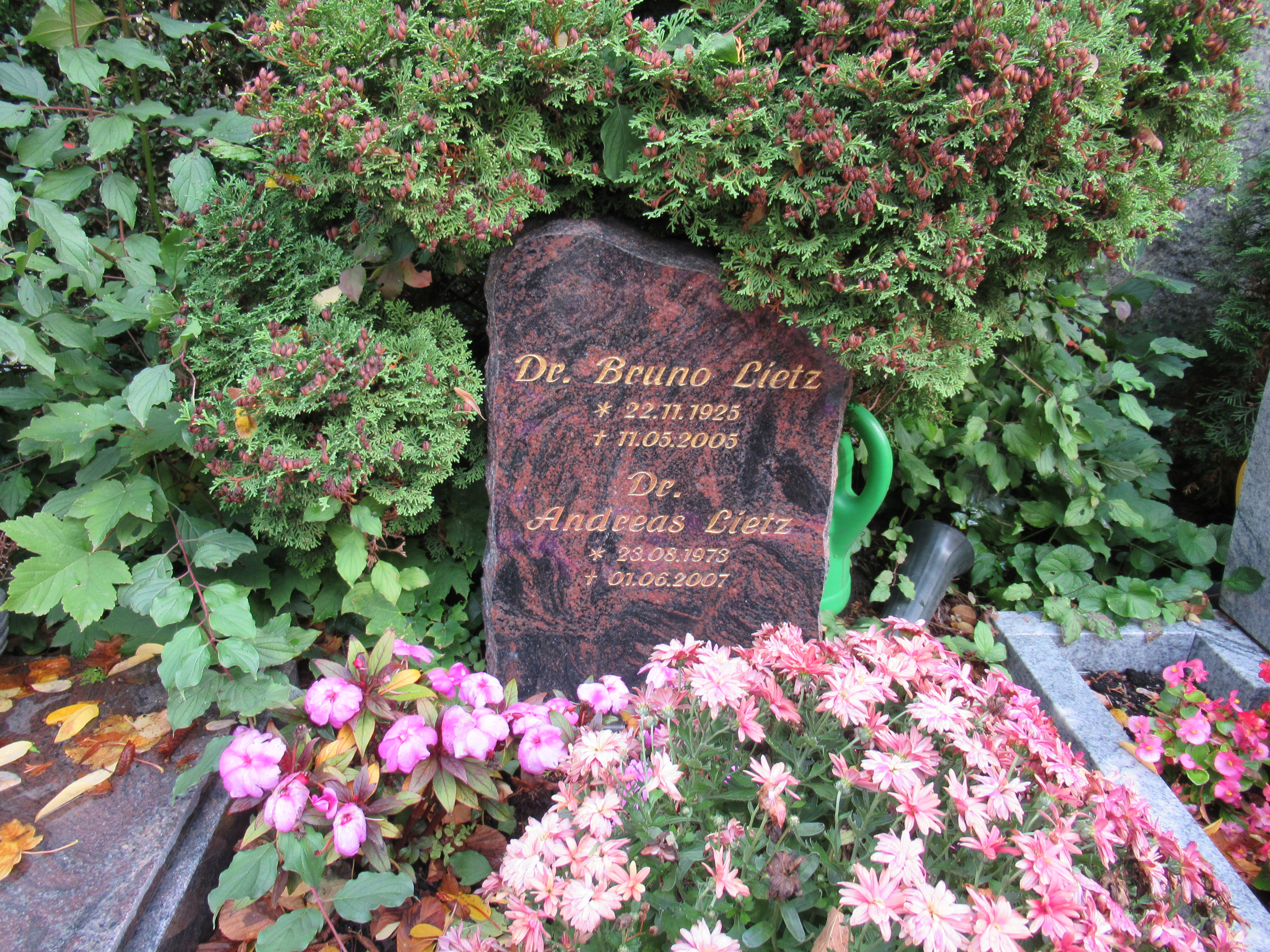
Grabstein auf dem Friedhof Berlin-Kaulsdorf

Bruno Lietz (* 22. November 1925 in Wormstedt; † 11. Mai 2005) war Minister für Land-, Forst- und Nahrungsgüterwirtschaft der DDR.
Lietz absolvierte von 1940 bis 1943 eine Ausbildung als Autoschlosser. Er beantragte am 13. Januar 1943 die Aufnahme in die NSDAP und wurde zum 20. April desselben Jahres aufgenommen (Mitgliedsnummer 9.365.258). Er war bis 1945 Soldat der deutschen Wehrmacht.
Von 1945 bis 1947 arbeitete er als Autoschlosser in Apolda, danach bis 1949 als Traktorist in Wormstedt und bis 1952 als Traktorist, Assistent und Technischer Leiter der Maschinenausleihstationen Apolda, Holbach und Krölpa.
Zwischen 1952 und 1954 war Bruno Lietz Sektorenleiter für politische Massenarbeit im Ministerium für Land- und Forstwirtschaft, 1954–1961 Mitarbeiter beziehungsweise Sektorenleiter für LPG und MTS der Abteilung Landwirtschaft des Zentralkomitees der SED und von 1961 bis 1972 Sekretär für Landwirtschaft der Bezirksleitung Rostock.
Lietz wurde 1963 Kandidat und 1982 Mitglied des Zentralkomitees der SED. Zwischen 1972 und 1981 war er Leiter für Land- und Nahrungsgüterwirtschaft der Staatlichen Plankommission, von 1981 bis 1982 Leiter der Abteilung Landwirtschaft beim ZK der SED und 1982–1989 als Nachfolger von Heinz Kuhrig Minister für Land-, Forst- und Nahrungsgüterwirtschaft. Von 1986 bis 1990 war er Abgeordneter der Volkskammer.
Lietz starb 2005 und wurde auf dem Friedhof Berlin-Kaulsdorf beigesetzt.
Bruno Lietz wurde 1976 und 1984 mit dem Banner der Arbeit und 1985 mit dem Karl-Marx-Orden ausgezeichnet.